# António Carrilho
D. António José Cavaco Carrilho GOIH (Loulé, 11 de abril de 1942) é um bispo católico português. 

## Biografia
Ingressou no Seminário de Faro, tendo sido ordenado presbítero, na Sé de Faro, Diocese do Algarve, a 28 de julho de 1965 e celebrado Missa Nova na Igreja Matriz, da sua paróquia de São Clemente, em Loulé.
Começou a exercer a sua actividade sacerdotal na diocese de Faro, tendo, posteriormente, passado largo período em Lisboa, no Secretariado Nacional de Catequese e como secretário da Conferência Episcopal, até 22 de fevereiro de 1999, quando foi nomeado Bispo Auxiliar da Diocese do Porto.
A 8 de março de 2007 D. António José Cavaco Carrilho foi nomeado Bispo do Funchal, sendo Bispo Emérito desde 2019.
A 10 de junho de 2019, foi agraciado com o grau de Grande-Oficial da Ordem do Infante D. Henrique.